# 泉和助
泉 和助（いずみ わすけ、1919年2月11日 - 1970年1月28日（推定））はコメディアン、俳優。本名：和田佐紀（わだすけのり）。佐賀県出身。芸名は、苗字と名前の先頭の文字をつなげて「わすけ」とつけた。日劇ミュージックホールでの喜劇の座長格で、東京で新たにやり直すという意味合いで新谷登（あらたにのぼる）など芸名、ペンネームを名乗ったりなど改名が多い、過去に10回ほど改名している。また後輩たちにギャグを教えて「和っちゃん先生」と言われた。

## 人物と芸風
軍隊一家で、父は中将、兄は少将だという（＝自称）。1933年に、エノケン一座に入り「ピエル・ブリヤント」で初舞台、芝居、タップ、歌などの修行を積む。その後、藤山一郎に師事して歌を習ったのち、吉本興業（東京吉本）に入り、レビューの「吉本ショウ」に加入。1940年に召集されたが、1945年の終戦までずっと二等兵のままだった。
帰国後、関西で藤原釜足の一座に3ヶ月加わったのち、自らの一座を旗揚げ。最盛期は100人近くの座員がいたという。一方、京都の撮影所で殺陣師もし、阪東妻三郎の斬られ役に憧れていた。
名古屋で進駐軍の慰問をした後に、日劇ミュージックホールの開演時に迎えいれられ、全盛期のトニー谷と共演する。また玉川良一、関敬六、ミッキー安川、E・H・エリック/岡田眞澄兄弟、トリオ・ザ・パンチらに芸を仕込んだ。一座では、後の作家深沢七郎が、桃原青二の名でギター伴奏していた。
1958年には、1年間ミュージックホールを休演し、本場のパリでボードビルの勉強をして来る程の、ギャグの鬼であった。テレビの「お笑い娯楽館」で「ギャグ教室」を担当。また、フランキー堺のテレビ・コメディ「コメディ・フランキーズ」でもギャグマンをつとめた。
多くの後輩芸人にギャグを教え、台本も能くし「和っちゃん先生」と後輩たちから慕われたものの、自身が演じると受けず、持病の喘息もあり、芸人としてはあまり芽が出ずに終わった。
1969年1月から、心臓病、喘息、糖尿病で入退院を繰り返す。同年9月には離婚。翌1970年2月1日、アパートで死去しているのを発見され、1月28日に死亡していたと推定された。解剖の結果、死因は持病の喘息による嘔吐物が、喉に詰まったことによる窒息死であった。享年50。
通夜の席上で泉のネタ帳が奪い合いになったが、中身は妙な記号が羅列してあるだけで誰にも判読できなかった。
その「玄人好み」の芸が、ミュージック・ホールで共演したこともある立川談志や、マイナーな芸人を好む色川武大らに愛され、泉の死後に、彼らの著書の中で大きく取り上げられた。
小林信彦は著書『日本の喜劇人』において、「彼は明るさがないため、受けなかった。彼のギャグを若手の左とん平がやると俄然光るが、自分がやると受けないという、悲劇的な芸人であった」と述懐している。
弟子に紙切りの泉たけし、泉ワ輔（一時期ナンセンストリオに在籍）等がいる。

## 演じた俳優
- 堺正章 - 『ゴールデンボーイズ 1960笑売人ブルース』（1993年8月24日、日本テレビ系）